# Task Force KleptoCapture

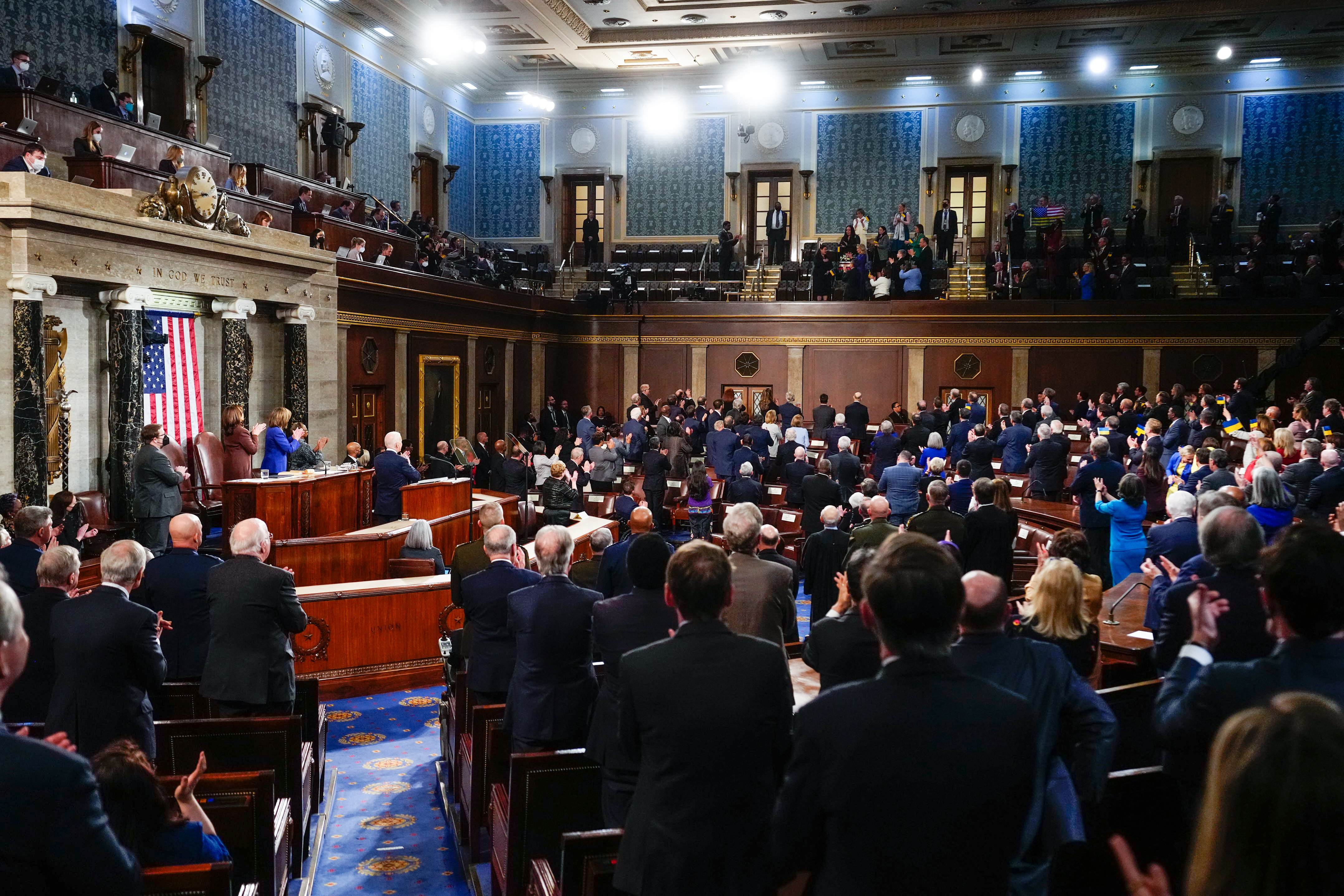
Joe Biden en su discurso del estado de la Unión de 2022.

Task Force KleptoCapture es una unidad del Departamento de Justicia de los Estados Unidos establecida en marzo de 2022 con el objetivo de imponer sanciones a los oligarcas rusos. Se formó después de la invasión rusa de Ucrania de 2022.

## Antecedentes
El presidente de los Estados Unidos Joe Biden anunció el esfuerzo durante el discurso sobre el estado de la Unión de 2022. Este equipo se formó para apuntar específicamente a los oligarcas. Este equipo estaba compuesto por funcionarios del FBI, el Cuerpo de Alguaciles, el Servicio de Impuestos Internos, el Servicio de Inspección Postal, el Servicio de Control de Inmigración y Aduanas y el Servicio Secreto. El objetivo principal del grupo de trabajo es imponer las sanciones establecidas contra estas personas para congelar y confiscar sus activos que el gobierno de los Estados Unidos afirma que son ganancias como consecuencia de su relación con el gobierno ruso y la invasión de Ucrania.